# 愛潑斯坦沒有自殺

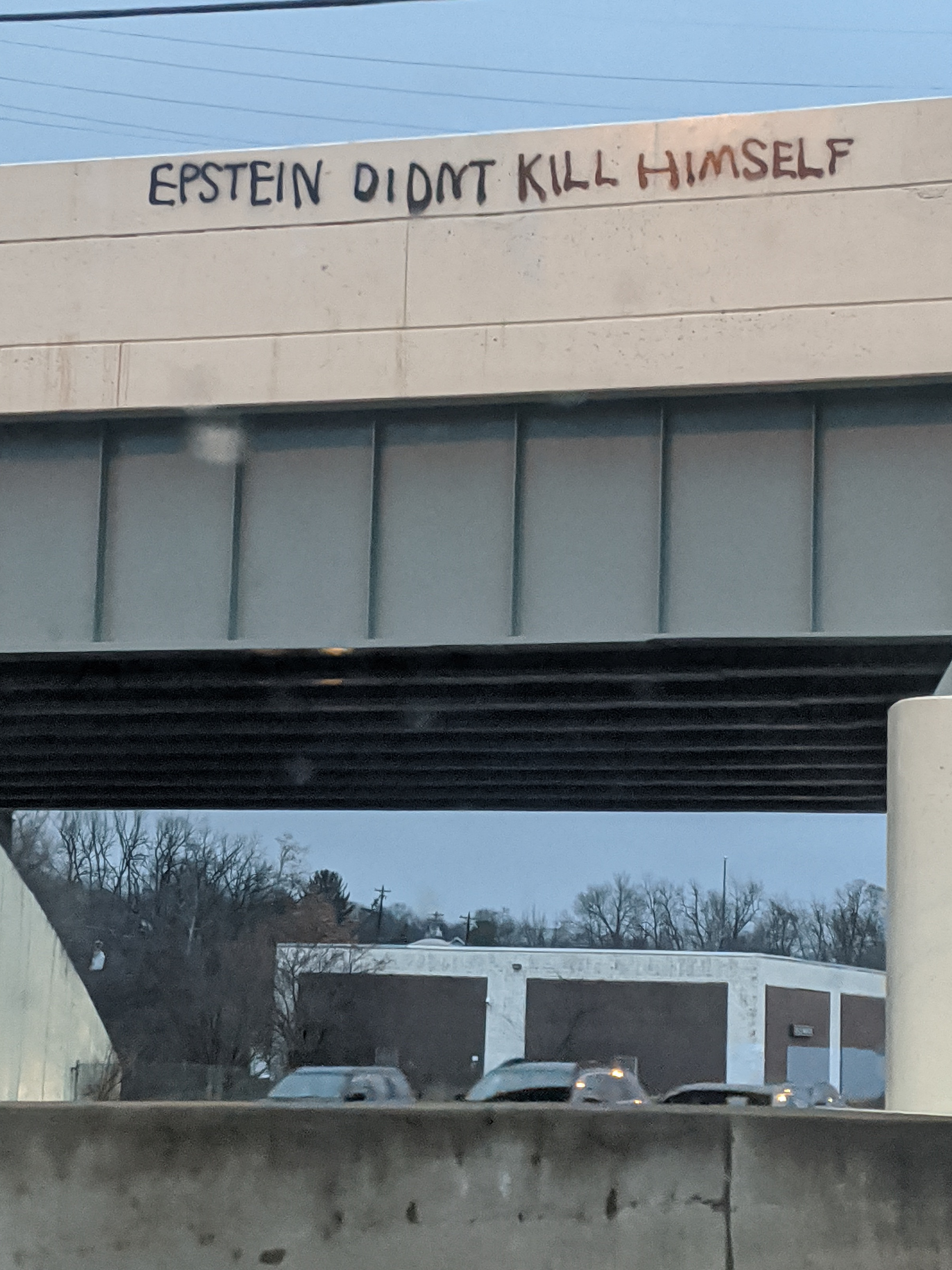
"爱泼斯坦没有自杀"的涂鸦呈现在了辛辛那堤71号州际公路的立交桥上。

“爱泼斯坦没有自杀”（"Epstein didn't kill himself"）这个短句概括了围绕杰弗里·爱泼斯坦死亡案的各种猜疑，以及对官方自缢身亡的判定提出的争议。爱泼斯坦是一名美国金融家，也是一名拥有达官显贵人脉关系的性犯罪者。他的自杀报道掀起了关于他死因及性质的众多理论。“爱泼斯坦没有自杀”成为了网上的迷因，而随着死亡案件更多情节的公开，这句话在 2019 年 11 月获得了更多关注。最常见的理论断言，他的死因实为杀人灭口，是由一名或多名同谋所为的勒死谋杀案。因此，有些人会使用“ 爱泼斯坦式“（"Epsteined"）来指代他们认为是作假的自杀报告。
“爱泼斯坦没有自杀”的迷因常被插入到意想不到的语境中，例如画家鲍伯·鲁斯的照片标题，或被无厘头地放到社交媒体帖子的结尾。 该迷因以标牌和人体彩绘的形式出现在了多个体育比赛播出里。  许多个人还会在采访结语时突然插入这句话。 它在爱泼斯坦具体死因没有达成一致的情况下，还是被政治立场上的所有人采用着。  

## 背景

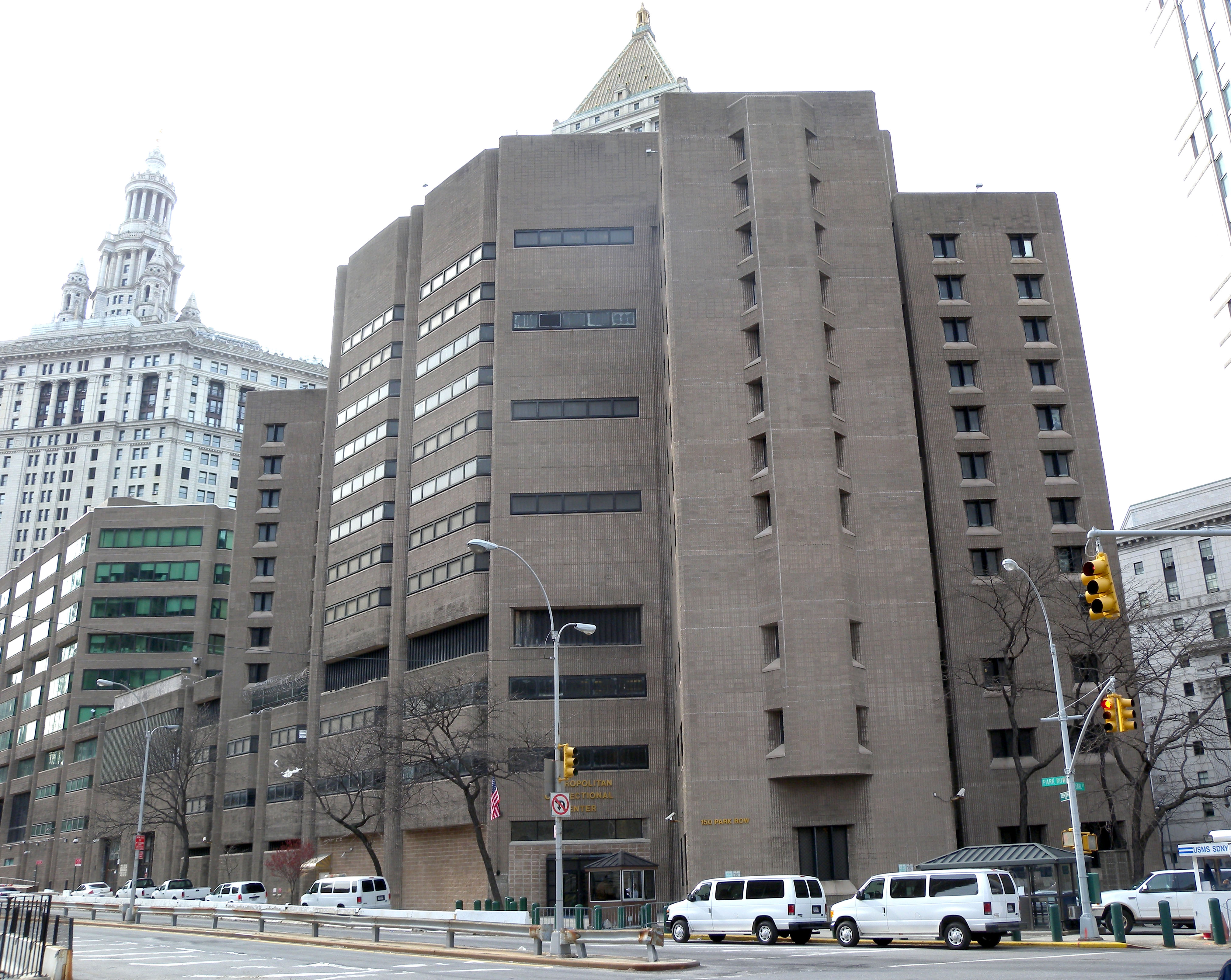
爱泼斯坦在此大都会惩教中心死亡。

2019年8月10日，在大都会惩教中心的牢房里，發現杰弗里·爱泼斯坦瀕臨死亡。爱泼斯坦正在那里等待对新的性交易指控的审判。据司法部、联邦监狱局的官方声明，“他当时被送往当地医院去抢救致命的伤势，但随后被医院人员宣布死亡。”纽约市法医裁定爱泼斯坦的死亡原因为自杀。爱泼斯坦的律师对这一结论提出质疑，并展开了他们自己的调查。爱泼斯坦的兄弟马克聘请了拥有资格认证的法医病理学家迈克尔·巴登来监督尸检。 10 月下旬，巴登宣布尸检证据表明他杀勒死比上吊自杀更具有可能性。联邦调查局和美国司法部监察长都对他的死因进行了调查。当时的值班警卫后来被指控为串谋罪和伪造记录。
由于在他死亡那晚监狱程序的违规处理，以及爱泼斯坦声称了解具有影响力人物的威胁性信息，他的死不得让人怀疑他自杀的事实性，而去产生被谋杀的猜测。  

## 主流化

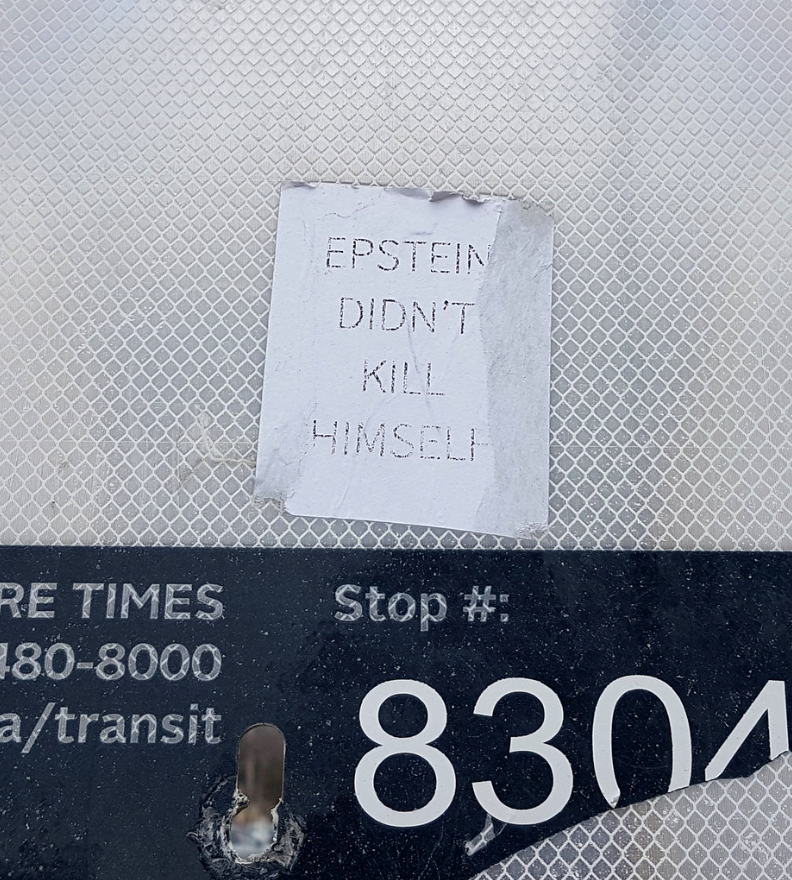
新斯科舍省，哈利法克斯公交车站上贴的爱泼斯坦梗

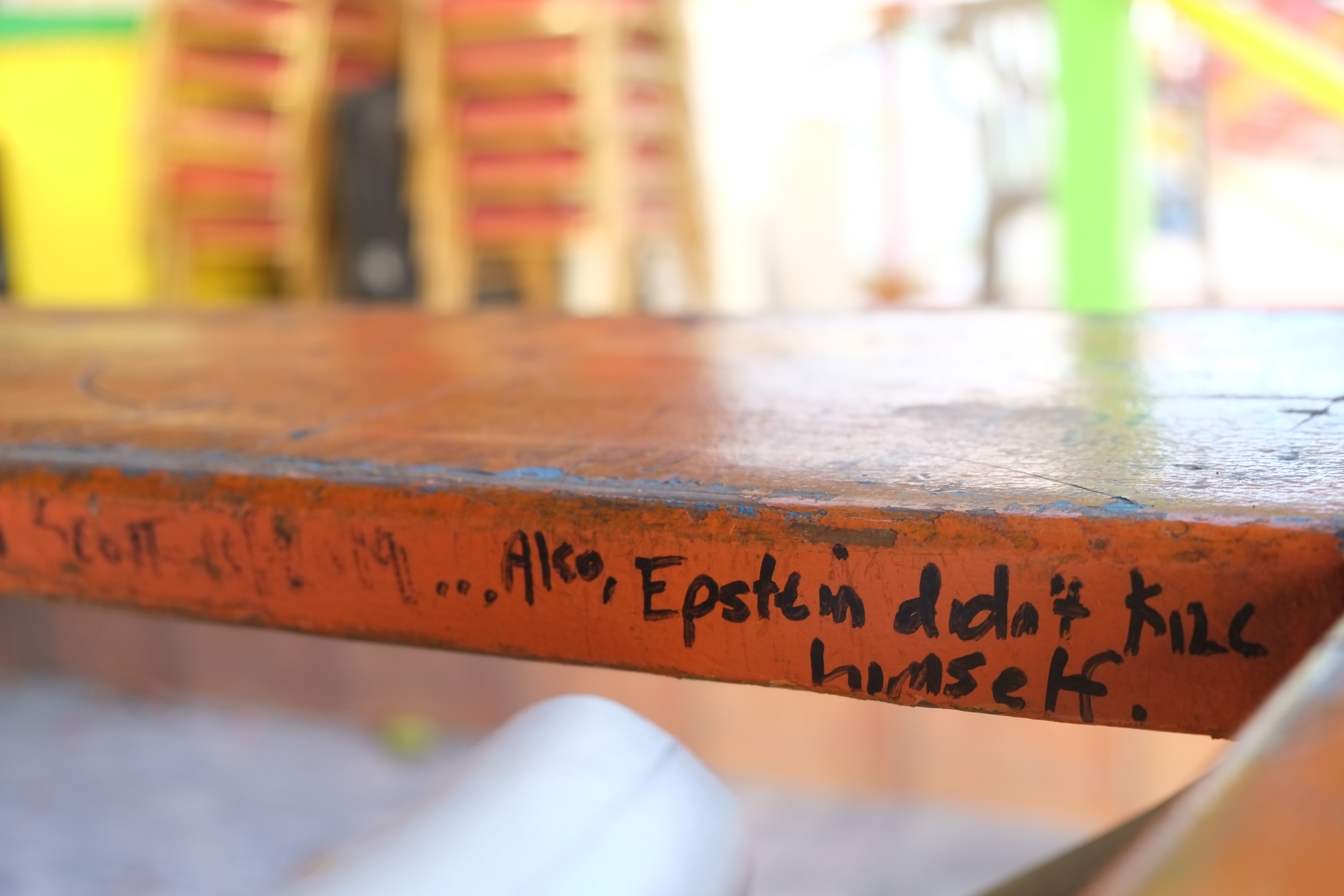
爱泼斯坦没有自杀的涂鸦

在福克斯新闻上对杰西·沃特斯的采访结束时，退役海豹突击队员、勇犬基金会创始人迈克·里特兰问他能否插进一个“ 公益广告 ”。在被经过同意后，他说道：“如果你看到 ‘关于战斗犬’ 的报道，且你决定想要一只这样的狗，那我建议你要么从专业人士买一只训练有素的训成犬，要么就压根不要养。以上，还有爱泼斯坦没有自杀。” 里特兰后来表示，他提到这句话的目的是让杰弗里·爱泼斯坦的故事延续下去。 据《华盛顿邮报》报道，这次采访的后果引起了这个迷因的广泛关注。  
亚利桑那州共和党众议员保罗·戈萨拉在多达 23 条推文中分享了这个迷因，每条推文的藏头字母一起拼出了这个短语。  Hilltop Hoods的澳大利亚说唱歌手马修·兰伯特在获得 2019 年 ARIA 音乐奖，最佳澳大利亚现场表演奖后，在他的获奖感言中也放进了这句话。

### 2020 年金球奖
在第 77 届金球奖颁奖典礼的开场独白里，主持人兼喜剧演员瑞奇·热维斯开玩笑说，在他的节目《后半生》中，有自杀倾向的主角将在第二季里继续演出。他补充说：“所以到头来，他显然没有自杀——就跟杰弗里·爱泼斯坦一样。我知道他是你朋友，但我可不在乎”。

### 平台
这个迷因已被网友在包括多个平台上分享，这些平台包括且不限于Facebook和Twitter。播客主持人乔·罗根和网络名人坦克·辛纳特拉用Instagram把此迷因传播给了他们的粉丝， 罗根粉丝中其包括了迈克·里特兰。 “爱泼斯坦没有自杀”梗也出现在了抖音视频里 ，被更加年轻的用户群体关注。 广受欢迎的 YouTube 频道 JerryRigEverything 对一段视频发表了评论说，“只要你仔细看，爱泼斯坦并没有自杀的事实就显然易见。”
一些如Tinder和Hinge的交友平台用户在他们的个人资料中指明，接受不接受迷因的初衷是决定性条件。在新奥尔良举行的 2020 年忏悔节庆祝活动中，Le Krewe d'Etat游行花车上有带有爱泼斯坦和希拉里·克林顿人像的大型装饰。 

### 产品
两家总部位于密歇根州的啤酒公司，Rusted Spoke 酿造企业 和加利福尼亚 Tactical OPS 酿造，推出了与此迷因相关的特例啤酒品牌。 Rusted Spoke 的运营经理跟底特律自由报解释说，他们只是觉得这个梗好玩而已。 在瑞士，位于苏黎世的 Kaex 公司将迷因印在了抗宿醉产品的宣传材料上。

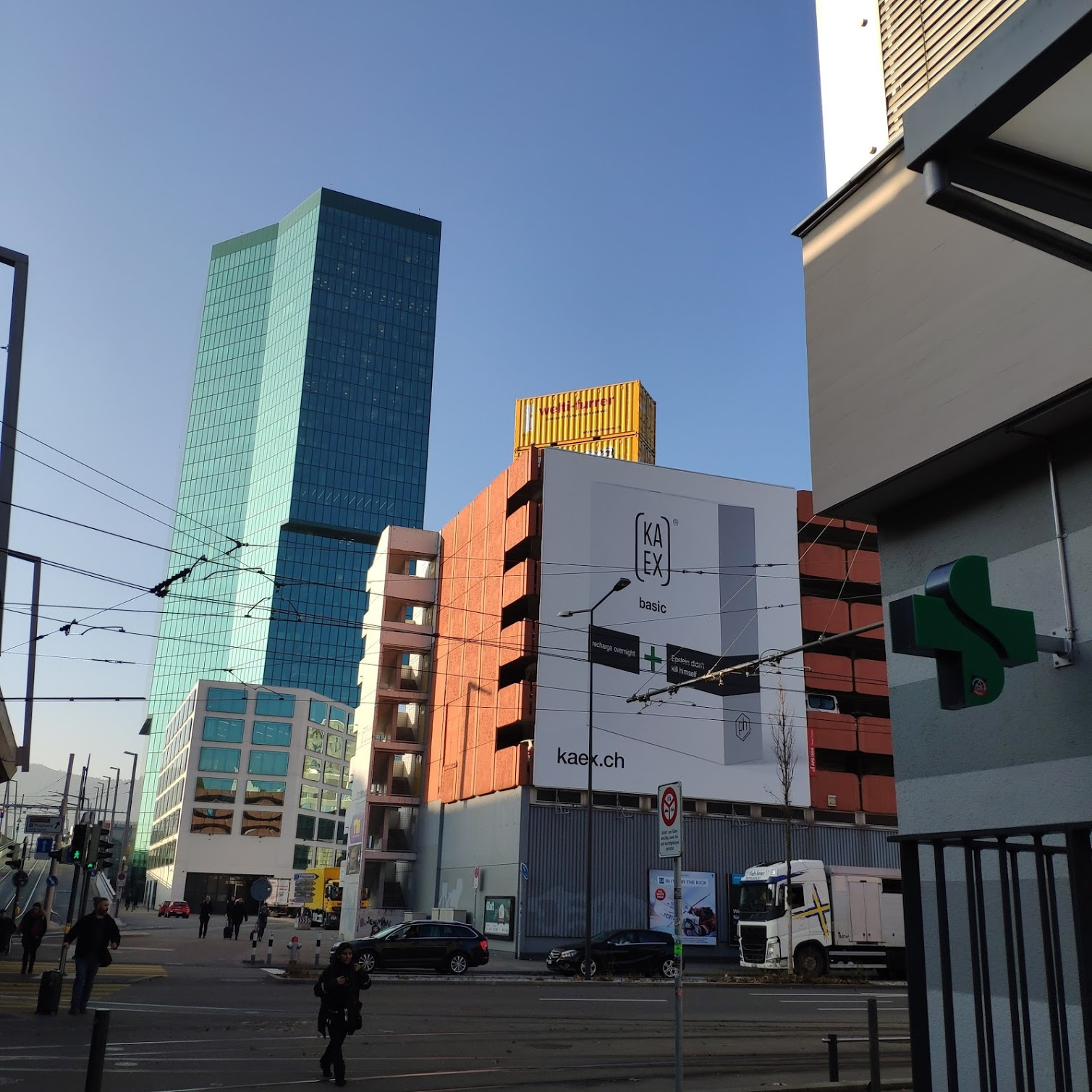
瑞士抗宿醉公司在苏黎世市中心设立起了“爱泼斯坦没有自杀”的广告牌

程序员、商业人士、和总统候选人约翰·麦卡菲发布了以该迷因命名的以太坊类加密货币，他在此前对爱泼斯坦的死表示了怀疑。货币空投后，累计7 亿个加密货币被正式的发布给了8,000 名用户。介于麦卡菲是该短语的支持者，在麦卡菲去世以后，许多人开始用“麦卡菲没有自杀”来论及迷因和两事件之间的相似性。
节日主题商品，例如以该短语为特色的圣诞套头衫，通过多家的在线商进行销售。 在接受Slate采访时，这些经销商表示，圣诞节皆爱泼斯坦产品的销售情况可以说是畅销。他们把商品的黑色幽默与畅销其因总结在了互联网知名度上。据Variety报道，这款以圣诞节为主题的玩梗装备，销量甚至超过了《权力的游戏》的相关商品。

### 破坏公物
此短句与几起故意破坏事件有所关联，不计出现在“全国各地的路标和立交桥上”。例如在斯诺霍米什的华盛顿州 9 号公路上，各地的旅行者都可以看到被画在 7 英尺高巨石上的迷因。此事件在当地社区引起了一些争议。
迈阿密艺术巴塞尔是著名艺术作品的所在地。在那里，作品喜剧演员 ——一个被贴在墙上的香蕉，惨遭故意损坏。在喜剧演员展用的墙上，来自马萨诸塞州的罗德里克·韦伯用红色唇膏写道，“爱泼斯坦没有自杀”。 韦伯因损坏财物罪被捕，在监狱里度过了一夜。

## 反响
NPR 的斯科特·西蒙将迷因的诱导性玩法与瑞克摇的相似点所比较。他还担心制作迷因方面的新闻报道可能会传播错误信息。联邦检察官曾试图阻止此理论的传播，但通过美联社的报道解释，“‘杰弗里·爱泼斯坦没有自杀’这句话已经担负起了另一幅生命——它时时更像是流行文化的标语，而不是人们真正相信的理念。”
作家詹姆斯·普洛斯将迷因的流行度归结在了社交媒体的进步，和日益增长的民粹主义情绪上。评论家们还表示，对政府和精英愈发的不信任也是其受欢迎的重要因素。   国家 杂志的杰特·赫尔担心这会导致迷因成为极右翼的招揽工具， 但亚当·布尔杰在BTRtoday一篇专题文章中，驳回了赫尔的担忧，并鼓励民主党接纳这个迷因文化。
福克斯新闻的采访前，在梅尔杂志里发表的一篇文章中，迈尔斯·克利写道，此迷因在网上的兴起有很多因素。其中包括爱泼斯坦受害者没有得到的应有正义，以及因此产生的“沸腾的怨恨”。 他进一步解释说，传播“爱泼斯坦没有自杀”梗的一大吸引力在于，它可以发挥把爱泼斯坦故事保持在新闻周期内的一种作用。 反之，作者安娜·梅兰认为随着长期的滥用，迷因往往会把爱泼斯坦的受害者们轻视化。然而，她提到在2019 年 11 月 19 日，公开声称被杰弗里·爱泼斯坦强奸的15岁的匿名女子在公共媒体会议上戴了一个写着“爱泼斯坦没有自杀”的手镯。这或许说明受害者也置信于该理论。
美国电视剧《傲骨之战》第四季结局的标题被名为“大伙找出了杀死杰弗里·爱泼斯坦的凶手”。故事中，爱泼斯坦把他死后的尸体安排到了一个他事先造出埃及式陵墓的岛屿上。最后镜头揭示出了一个隐藏通道，通道里面的机械维持着活着的器官。这剧情演义了公民凯恩的结局。

## 笔记
1. ↑  E.g. the removal of his cellmate without a replacement, the falling asleep of two guards who were meant to check on him, and the malfunction of two cameras in front of his cell.[15][16]
2. ↑  The exhibit previously featured a banana duct-taped to a white wall and had been sold for $120,000, but the banana was consumed by a performance artist the day before.[41][42]
3. ↑  Doe also called on Prince Andrew and any others with relevant information about Epstein to testify what they knew about his criminal conduct while under oath.[48][49]
4. ↑  Jane Doe 15 did not publicly reveal her name, and only said that she was 15 years old at the time of the recounted events from 16 years ago.[50]

## 进一步阅读
- Bufkin, Ellie. . Washington Examiner. November 9, 2019  [December 15, 2019]. （原始内容存档于November 30, 2020） （英语）.
- Dickson, E. J. . Rolling Stone. August 12, 2019  [December 6, 2019] （英语）.
- Flood, Brian. . Fox News. November 10, 2019  [December 6, 2019] （英语）.
- Fung, Brian; O'Sullivan, Donie. . CNN. November 15, 2019  [December 6, 2019] （欧洲西班牙语）.
- Goforth, Claire. . The Daily Dot. Layer 8. November 25, 2019  [December 6, 2019] （英语）.
- Matthews, Dylan. . Vox. August 10, 2019  [December 6, 2019] （英语）.
- Norman, Greg. . Fox News. November 15, 2019  [December 3, 2019] （英语）.
- Palmer, Annie. . CNBC. November 17, 2019  [December 6, 2019] （英语）.
- Shamsian, Jacob. . Business Insider. November 25, 2019  [December 1, 2019] （英语）.
- Whalen, Andrew. . Newsweek. November 19, 2019  [December 1, 2019] （英语）.